# Kärreberga församling
Kärrberga församling var en församling  i Lunds stift i nuvarande Åstorps kommun. Församlingen uppgick tidigt i Kvidinge församling.

## Administrativ historik
Församlingen har medeltida ursprung och uppgick tidigt i Kvidinge församling.